# Oxalá (filme)
Oxalá é um filme português de drama, realizado por António Pedro Vasconcelos, estreado em 8 de Maio de 1981.

## Enredo
Um jovem exilado em Paris faz várias viagens a Portugal, entre 25 de Abril de 1974 e Outubro de 1987. Estas viagens são mostradas através de uma série de retratos femininos.

## Elenco
- Manuel Baeta Neves... José Caeiro
- Marta Reynolds... Maria
- Laura Soveral... Inês
- Judith Magre... Françoise
- Ruy Furtado... Manuel
- Lia Gama... Lídia